# Gropecunt Lane
Gropecunt Lane (ˈɡroʊpkʌnt ˈlɛɪn) er et tidligere vejnavn i engelske middelalderbyer. Navnet antages at henvise til den prostitution der er foregået i områderne. Datidens praksis var at gaderne var navngivet efter den funktion eller aktivitet der foregik i dem. Gropecunt optræder første gang omkring 1230, er afledt fra ordene grope og cunt (gramsen og fisse). Gaderne med dette navn har ofte ligget i de travleste dele af middelalderbyer, og mindst en har været en hovedfærdselsåre.